# Sinwon-myeon
Sinwon-myeon (koreanska: 신원면) är en socken i kommunen Geochang-gun i provinsen Södra Gyeongsang, i den centrala delen av Sydkorea, 240 km söder om huvudstaden Seoul.